# Hugues du Tems
Jean-François-Hugues du Tems (Reugney, Doubs, 6 de agosto de 1745 - París, 19 de julio de 1811), fue un eclesiástico e historiador francés.

## Biografía
Estudió en Besançon, luego continuó sus estudios de teología en la Sorbona donde se doctoró. Habiendo llegado a ser vicario general del M Ferdinand de Rohan, obtuvo una canonjía gracias al apoyo de Ferdinand de Rohan. 
Publicó los primeros volúmenes de una historia del clero de Francia (Le clergé de France), en gran parte tomada de la Gallia Christiana. Desde 1782 ocupó la cátedra de Historia y Moral en el Collège de France. 
Después de las masacres de septiembre de 1792, perdió todas sus posesiones y decidió abandonar París. Fue arrestado en Dôle como sacerdote refractario y deportado a Suiza. Más tarde se refugió en Italia, donde permaneció durante diez años, regresando a París sólo en 1801. Durante los últimos diez años de su vida, se ganó la vida modestamente con su pluma, publicando una biografía del duque de Malborough y contribuyendo con artículos al Journal des Débats y al Répertoire de jurisprudence.
Murió, gravemente enfermo y en la pobreza, el 19 de julio de 1811 en París.

## Obras
- Éloge de Pierre Du Terrail, appelé le chevalier Bayard sans peur et sans reproche (1770)
- Le clergé de France, ou Tableau historique et chronologique des archevêques, évêques, abbés, abbesses et chefs des chapitres principaux du royaume, depuis la fondation des églises jusqu'à nos jours (4 volúmenes, 1774-1775) volumen 1, volumen 2, volumen 3, volumen 4
- Panégyrique de Saint-Louis, prononcé dans la chapelle du Louvre le 25 août 1780 (1781)
- Histoire de John Churchill, duc de Marlborough (3 volúmenes, 1805-1808) volumen 1, volumen 2, volumen 3